# UFC on Fox: Holm vs. Shevchenko
UFC on Fox: Holm vs. Shevchenko var en MMA-gala som arrangerades av Ultimate Fighting Championship och ägde rum 23 juli 2016 i Chicago i USA.